# Tabontabon
Tabontabon è una municipalità di quinta classe delle Filippine, situata nella Provincia di Leyte, nella Regione di Visayas Orientale.
Tabontabon è formata da 16 baranggay:
- Amandangay
- Aslum
- Balingasag
- Belisong
- Cambucao
- Capahuan
- District I Pob. (Quezon)
- District II Pob. (Rizal)
- District III Pob. (Bonifacio)
- District IV Pob. (Macarthur)
- Guingawan
- Jabong
- Mercadohay
- Mering
- Mohon
- San Pablo (Mooc)